# Mihailo Ivanović
Mihailo Ivanović (in serbo Михаило Ивановић?; Novi Sad, 29 novembre 2004) è un calciatore serbo, attaccante del Millwall.

## Caratteristiche tecniche
Gioca come centravanti.

## Carriera

### Club
Ivanović è cresciuto nel settore giovanile del Vojvodina dove ha debuttato il 22 maggio 2022 nei minuti finali dell'incontro di Superliga vinto 2-0 contro il TSC Bačka Topola.
Il 7 agosto 2022 è stato acquistato in prestito con diritto di riscatto dalla Sampdoria, che lo ha assegnato alla propria formazione Under-19. Ha debuttato con i blucerchiati il 4 giugno 2023 giocando i minuti finali dell'incontro di Serie A perso 2-0 contro il Napoli.
Rientrato al Vojvodina in seguito al mancato riscatto, ha rinnovato il contratto per altre tre stagioni ed è stato promosso definitivamente in prima squadra. Il 29 settembre ha segnato i suoi primi gol in carriera realizzando una doppietta nel successo per 2-1 contro l'IMT Belgrado.
Il 31 agosto 2024 viene acquistato per 3 milioni di euro dal Millwall.

### Nazionale
Ha giocato nelle nazionali giovanili serbe Under-17 ed Under-18.
Il 24 settembre 2024 viene convocato per la prima volta dalla nazionale maggiore, con cui ha esordito il 18 novembre seguente nella sfida pareggiata in casa contro la Danimarca in Nations League (0-0).

## Statistiche

### Presenze e reti nei club
Statistiche aggiornate al 26 dicembre 2024.
| Stagione         | Squadra          | Campionato       | Campionato | Campionato | Coppe nazionali | Coppe nazionali | Coppe nazionali | Coppe continentali | Coppe continentali | Coppe continentali | Altre coppe | Altre coppe | Altre coppe | Totale | Totale | Totale |
| Stagione         | Squadra          | Comp             | Pres       | Reti       | Comp            | Pres            | Reti            | Comp               | Pres               | Reti               | Comp        | Pres        | Reti        | Pres   | Reti   |        |
| ---------------- | ---------------- | ---------------- | ---------- | ---------- | --------------- | --------------- | --------------- | ------------------ | ------------------ | ------------------ | ----------- | ----------- | ----------- | ------ | ------ | ------ |
| 2021-2022        | Vojvodina        | SL               | 1          | 0          | CS              | 3               | 0               | -                  | -                  | -                  | -           | -           | -           | 4      | 0      |        |
| 2022-2023        | Sampdoria        | A                | 1          | 0          | CI              | 0               | 0               | -                  | -                  | -                  | -           | -           | -           | 1      | 0      |        |
| 2023-2024        | Vojvodina        | SL               | 32         | 9          | CS              | 5               | 0               | UECL               | 1                  | 0                  | -           | -           | -           | 38     | 9      |        |
| lug.-ago. 2024   | Vojvodina        | SL               | 5          | 1          | CS              | 0               | 0               | UEL+UECL           | 2+2                | 0                  | -           | -           | -           | 9      | 1      |        |
| Totale Vojvodina | Totale Vojvodina | Totale Vojvodina | 38         | 10         |                 | 8               | 0               |                    | 5                  | 0                  |             | -           | -           | 51     | 10     |        |
| 2024-2025        | Millwall         | FLC              | 37         | 12         | FACup+CdL       | 0+0             | 0               | -                  | -                  | -                  | -           | -           | -           | 37     | 12     |        |
| Totale carriera  | Totale carriera  | Totale carriera  | 53         | 12         |                 | 8               | 0               |                    | 5                  | 0                  |             | -           | -           | 66     | 12     |        |

### Cronologia presenze e reti in nazionale
| Cronologia completa delle presenze e delle reti in nazionale ― Serbia | Cronologia completa delle presenze e delle reti in nazionale ― Serbia | Cronologia completa delle presenze e delle reti in nazionale ― Serbia | Cronologia completa delle presenze e delle reti in nazionale ― Serbia | Cronologia completa delle presenze e delle reti in nazionale ― Serbia | Cronologia completa delle presenze e delle reti in nazionale ― Serbia | Cronologia completa delle presenze e delle reti in nazionale ― Serbia | Cronologia completa delle presenze e delle reti in nazionale ― Serbia |
| Data                                                                  | Città                                                                 | In casa                                                               | Risultato                                                             | Ospiti                                                                | Competizione                                                          | Reti                                                                  | Note                                                                  |
| --------------------------------------------------------------------- | --------------------------------------------------------------------- | --------------------------------------------------------------------- | --------------------------------------------------------------------- | --------------------------------------------------------------------- | --------------------------------------------------------------------- | --------------------------------------------------------------------- | --------------------------------------------------------------------- |
| 18-11-2024                                                            | Leskovac                                                              | Serbia                                                                | 0 – 0                                                                 | Danimarca                                                             | UEFA Nations League 2024-2025 - 1º turno                              | -                                                                     | 82’                                                                   |
| Totale                                                                |                                                                       | Presenze                                                              | 1                                                                     |                                                                       | Reti                                                                  | 0                                                                     |                                                                       |